# Øster Flakkebjerg Herred
Øster Flakkebjerg Herred var et herred i Sorø Amt. Øster- og Vester Flakkebjerg Herred var oprindeligt ét, og hørte i middelalderen under Sjællands Vestersyssel der i 1660 blev ændret til Korsør- og Antvorskov Amter, indtil de i 1798 (i henhold til reformen i 1793) blev en del af Sorø Amt. Først i 1819 deltes herredet i juridisk henseende, i en østlig og en vestlig del – den kirkelige deling menes at have været i 1700-tallet
I herredet ligger følgende sogne:
- Fodby Sogn
- Fuglebjerg Sogn
- Fyrendal Sogn
- Førslev Sogn
- Gunderslev Sogn
- Haldagerlille Sogn
- Herlufsholm Sogn
- Hyllinge Sogn
- Karrebæk Sogn
- Krummerup Sogn
- Kvislemark Sogn
- Marvede Sogn
- Tystrup Sogn
- Vallensved Sogn